# HRP-4C
HRP-4C是日本研究機構産業技術總合研究所（AIST）所開發的類人型女性機器人（Fembot），也稱為未夢（ミーム）。

## 設計
HRP-4C身高158厘米（5英尺2英寸），包括電池重量為43公斤（95磅）。她有頭部和臉部，以年輕日本女性（根據1997 - 1998年日本人身材數據庫）來設計。HRP-4C使用30個馬達可以像人一樣移動，另外八個馬達專門控制面部表情。HRP-4C還可以使用語音識別軟體對語音做出反應，並且能夠識別環境聲音.。HRP-4C還可以使用聲樂合成器Vocaloid唱歌。
運行機器人的軟體是根據Open機器人平台（OpenRTP）開發，包括OpenRTM-aist和OpenHRP3。
HRP-4C在2009年3月16日舉行首次公開活動，另外在2010年的東京數位博覽會上舉行一次公開展示，讓HRP-4C模仿人臉和頭部運動，並且跳舞。2011年，産業技術總合研究所發布的視頻展示HRP-4C的人性化步行能力。
HRP-4C的應用可能包括娛樂業、評估設備的人造模擬器。